# Liparis longicaulis
Liparis longicaulis är en orkidéart som beskrevs av Henry Nicholas Ridley. Liparis longicaulis ingår i släktet gulyxnen, och familjen orkidéer.
Artens utbredningsområde är Madagaskar. Inga underarter finns listade i Catalogue of Life.